# 赵继贤

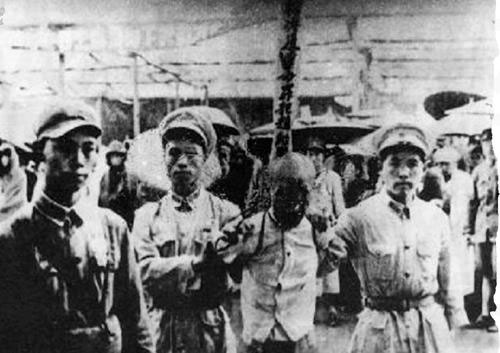
1951年7月16日，赵继贤在汉口江岸站被处决。照片正中，背插死囚标、被公安战士押解者为赵继贤。

赵继贤（1885年—1951年7月16日）山东历城人。中华民国军事将领。

## 生平
赵继贤早年历任直隶督军军法课长、京汉临时军用管理局局长、京汉铁路管理局局长等职务。1924年3月6日，获将军府开威将军。
1922年，中国共产党领导的首次工人运动处于高潮，京汉铁路建立了十六个分工会。京汉铁路总工会筹备委员会决定在1923年2月1日于郑州举办京汉铁路总工会成立大会。因直系吴佩孚曾经通电“保护劳工”，故此次活动公开进行，筹委会还派代表正式通知京汉铁路管理局局长赵继贤。但赵继贤推测京汉铁路工人欲借总工会成立之机举行大罢工，遂表面同意此次集会，又密电吴佩孚请求派军队阻止大会召开。后来，赵继贤处决了“二七大罢工”当中的工人领袖林祥谦、京汉铁路总工会法律顾问施洋，酿成二七惨案。
1926年，北伐军击败吴佩孚，攻占武昌。赵继贤遂去职回家，在北平、天津、上海、苏州等地购买了不少田地、房屋、店铺。中国人民解放军攻占南京前夕，赵继贤化名出走并隐藏。另由其长子出面在上海《新闻报》上刊登“脱离父子关系的声明”。
中华人民共和国成立后，赵继贤本想变卖房屋逃亡香港，但未果。1950年，中央人民政府公安部发出通报，列举了赵继贤的简历及罪恶，指出赵继贤住在苏州地区，要求苏州的公安机关对其进行缉捕。 1951年5月，赵继贤在苏州被逮捕。
1951年7月16日，赵继贤被执行枪决，枪决地点是当年林祥谦牺牲之处——汉口江岸站。